# 쇼하쿠촌
쇼하쿠촌(松柏村)은 에히메현 우마군에 있던 촌이다. 

## 지리
북쪽을 히우치나다에 면한 어촌이었다. 이후 이 지역의 제지 산업이 성장하면서 서쪽에 인접한 미시마촌과 함께 매립을 거듭하며 공업도시로 발전했다. 남쪽은 법황산맥과 접해 있는데, 산기슭에서 해안선까지는 약 2킬로미터로 산이 바다와 맞닿아 있는 지형이다. 

## 역사
- 1636년(간에이 13년) 이치야나기씨의 영지였다.
- 1643년(간에이 20년) 막부령, 마쓰야마 번이 맡았다.
- 1889년 12월 15일 - 정촌제 시행에 의해 가미가지촌, 시모가지와촌, 무라마쓰촌의 구역으로 우마군 쇼하쿠촌이 성립하였다.
- 1944년 4월 1일 - 우마군 구 미시마정, 쇼하쿠촌, 나카노조촌과 합병해 새로운 미시마정이 성립, 동일 쇼하쿠촌(제1차)은 폐지되었다.
- 1950년 10월 1일 - 미시마정의 구역을 분립해 쇼하쿠촌(제2차)이 성립하였다.
- 1954년 11월 1일 - 산가와정, 도요오카촌, 도미사토촌, 긴샤촌과 합병해 이요미시마시가 성립, 동일 쇼하쿠촌(제2차)은 폐지되었다.

## 산업
예로부터 제지 산업이 발달하여 현재 시코쿠 유수의 공업 출하액을 자랑하는 제지 산업의 중심지이다. 또한 쇼하쿠 지구에는 메이지 3년경 미즈히키 기술이 도입되어 전통 공예로서 독자적인 손수레 기술을 계승하고 있으며, 현대적 감각을 가미하여 동쪽의 가와노에시 쓰마모리 지구와 함께 전국에서도 손꼽히는 산지로 자리 잡았다.

## 교통

### 철도
- 일본국유철도
  - 요산본선

### 도로
- 국도 제11호선